# Alter Ottatunnel

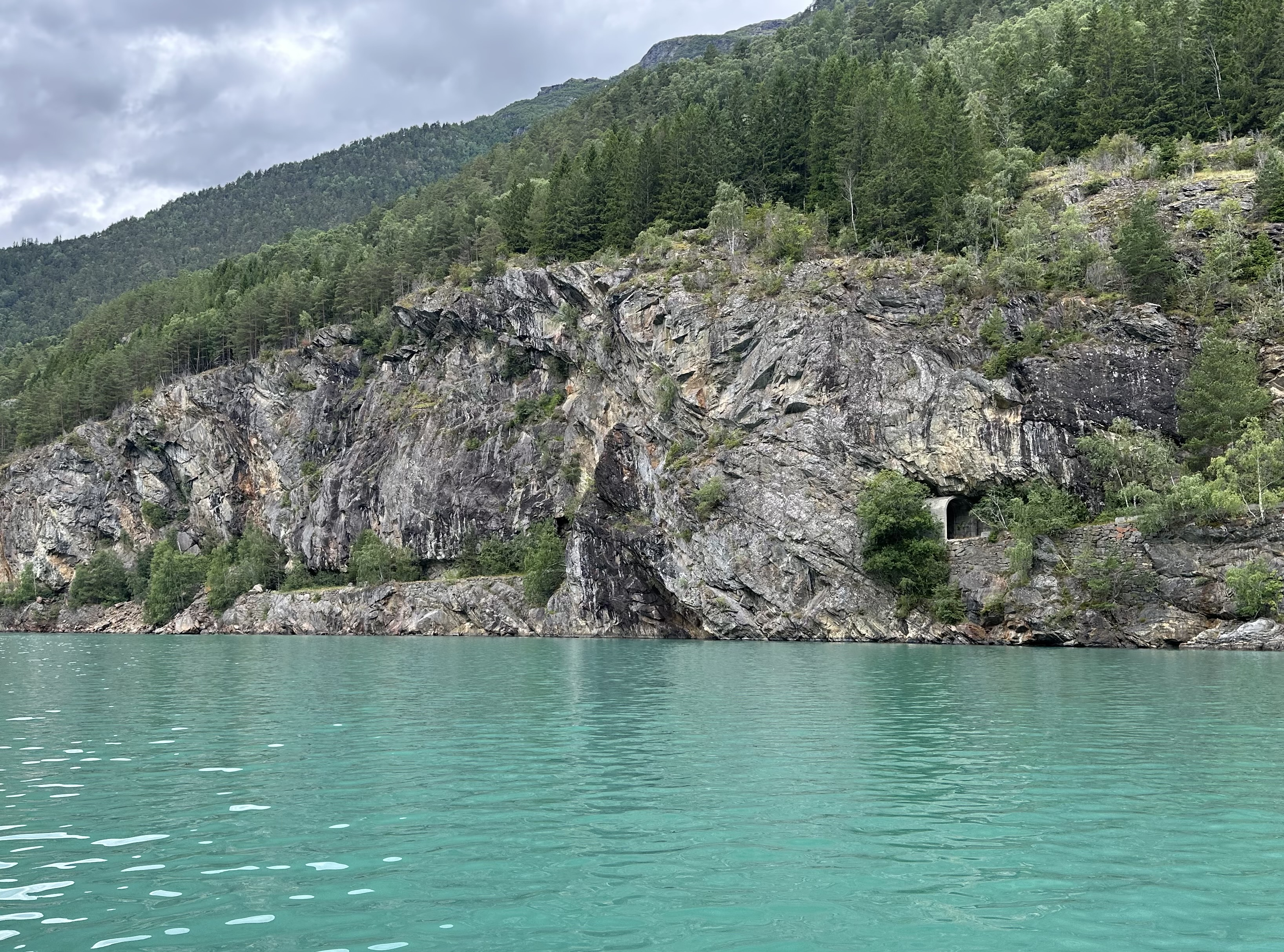
Blick vom Lustrafjord auf den östlichen Eingang des alten Ottatunnels, 2023

Der Alte Ottatunnel (norwegisch Gamle Ottatunnelen) ist ein stillgelegter Straßentunnel in der norwegischen Kommune Luster in der Provinz Vestland. Er wurde 1899 eröffnet und ist damit einer der ältesten Straßentunnel Norwegens.
Der 56 Meter lange Tunnel befindet sich auf der Nordseite des Lustrafjords und verläuft in unmittelbarer Nähe des Ufers parallel zum Fjord durch den Killingberget. Der Tunnel verband so im Zuge des von Luster nach Skjolden verlaufenden Riksvei 55, dem Sognefjellsveien, das südwestlich liegende Ottom und das nordöstlich gelegene Havhella.
Der Tunnel war bis 1968 in Betrieb. Dann wurde er vom neuen, deutlich längeren Ottatunnel ersetzt, der einige Meter weiter nördlich verläuft. Bei einem Bergsturz wurde später die westliche Tunnelzufahrt des Alten Ottatunnels zum Teil unpassierbar.
Auf der gegenüberliegenden Fjordseite befindet sich der Wasserfall Mordølefossen.